# بلدة وايت ليك (ميشيغان)
وايت ليك (بالإنجليزية: White Lake Township, Michigan)‏ هي بلدة تقع بولاية ميشيغان في الولايات المتحدة. تبلغ مساحتها 96.3 (كم²)، وترتفع عن سطح البحر 292 م، بلغ عدد سكانها 30019 نسمة في عام تعداد الولايات المتحدة 2010 حسب إحصاء مكتب تعداد الولايات المتحدة .

## وصلات خارجية
- - The US50 - Cities and Towns in Michigan State
- Michigan Cities and Towns, Facts, Map, Flag, Colleges, Government, and More